# Sạt lở đất Guatemala 2015
Vào ngày 1 tháng 10 năm 2015, mưa lớn đã gây nên sạt lở đất tại ngôi làng El Cambray Dos trong phạm vi Santa Catarina Pinula của Guatemala, khoảng 15 km (9,3 mi) về phía đông thành phố Guatemala. Vụ sạt lở đã khiến ít nhất 131 người thiệt mạng, 36 người bị thương và khoảng 350 người đã mất tích. Nhiều ngôi nhà bị vùi lấp dưới 15 m (49 ft) đất.